# Тяжка Олександра Василівна
Тяжка Олександра Василівна (нар. 12 листопада 1936, с. Божиків, нині Тернопільського району Тернопільської області) — український вчений у галузі медицини, доктор медичних наук (1986), професор (1990).

## Життєпис
Закінчила Хабаровський медичний інститут (1959, РФ).
Працювала районним педіатром Яремчанського району Станіславської (нині Івано-Франківської) області.
Від 1969 року — на кафедрі педіатрії № 1 Національного медичного університету імені О. О. Богомольця (до 1994 року — кафедра педіатрії лікувального факультету), де після закінчення аспірантури працювала асистентом, доцентом, професором кафедри; з 1991 року по 2016 рік очолювала  дану кафедру.
1988–1998 — позаштатний дитячий імунолог МОЗ України, співорганізатор цієї служби в Україні.

## Праці
Автор і співавтор 220 наукових праць, 10 патентів на винаходи, 2-х підручників із педіатрії, багатотомного посібника «Медицина дитинства»; співавтор і редактор 5 методичних посібників із педіатрії для студентів ВНЗ та рецептурного довідника для лікарів.
Кандидатська дисертація на тему «Показники імунітету у дітей при гострому лейкозі і лімфогранульоматозі», докторська — на тему «Тимомегалія у дітей (Клініко-імунологічна характеристика і лікувально-профілактичні заходи)».